# SN 2009S
SN 2009S – supernowa odkryta 26 stycznia 2009 roku w galaktyce A093230+1741. W momencie odkrycia miała maksymalną jasność 17,70m.